# مارغو هارشمان
مارغو كاثلين هارسمان (بالإنجليزية: Margo Harshman)‏ (ولدت في 4 مارس 1986) ممثلة أمريكية اشتهرت على قناة ديزني في مسلسل إيفين ستيفينس في دور «تاوني دين» و فيلم كوميدي نظرية الانفجار العظيم.

## نشأتها
ولدت مارجو هارشمان في سان دييغو ، كاليفورنيا. لديها أخ أكبر وأختان كبيرتان. درست في مدرسة هناك حتى كان عمرها 12 وبعد ذلك انتقلت إلى مقاطعة أورانج ، كاليفورنيا. هناك أنهت بقية تعليمها أولاً في مدرسة هيوز المتوسطة ثم بمدرسة فوتهيل الثانوية. تعيش هارشمان الآن في لوس أنجلوس وهي مرتبطة بإبريق البيسبول المحترف السابق جاك هارشمان ومدرب كرة السلة السابق مارف هارشمان في جامعة ولاية واشنطن. في 14 مايو 2014 توفيت والدتها جانيل لويز هارشمان بسبب سرطان الثدي بعد معاناة استمرت 20 عامًا مع المرض.

## روابط خارجية
- مارغو هارشمان على موقع IMDb (الإنجليزية)
- مارغو هارشمان على موقع ألو سيني (الفرنسية)
- مارغو هارشمان على موقع أول موفي (الإنجليزية)
- مارغو هارشمان على موقع قاعدة بيانات الفيلم (الإنجليزية)
- مارغو هارشمان على موقع كينوبويسك (الروسية)